# Ельчо (корабль)

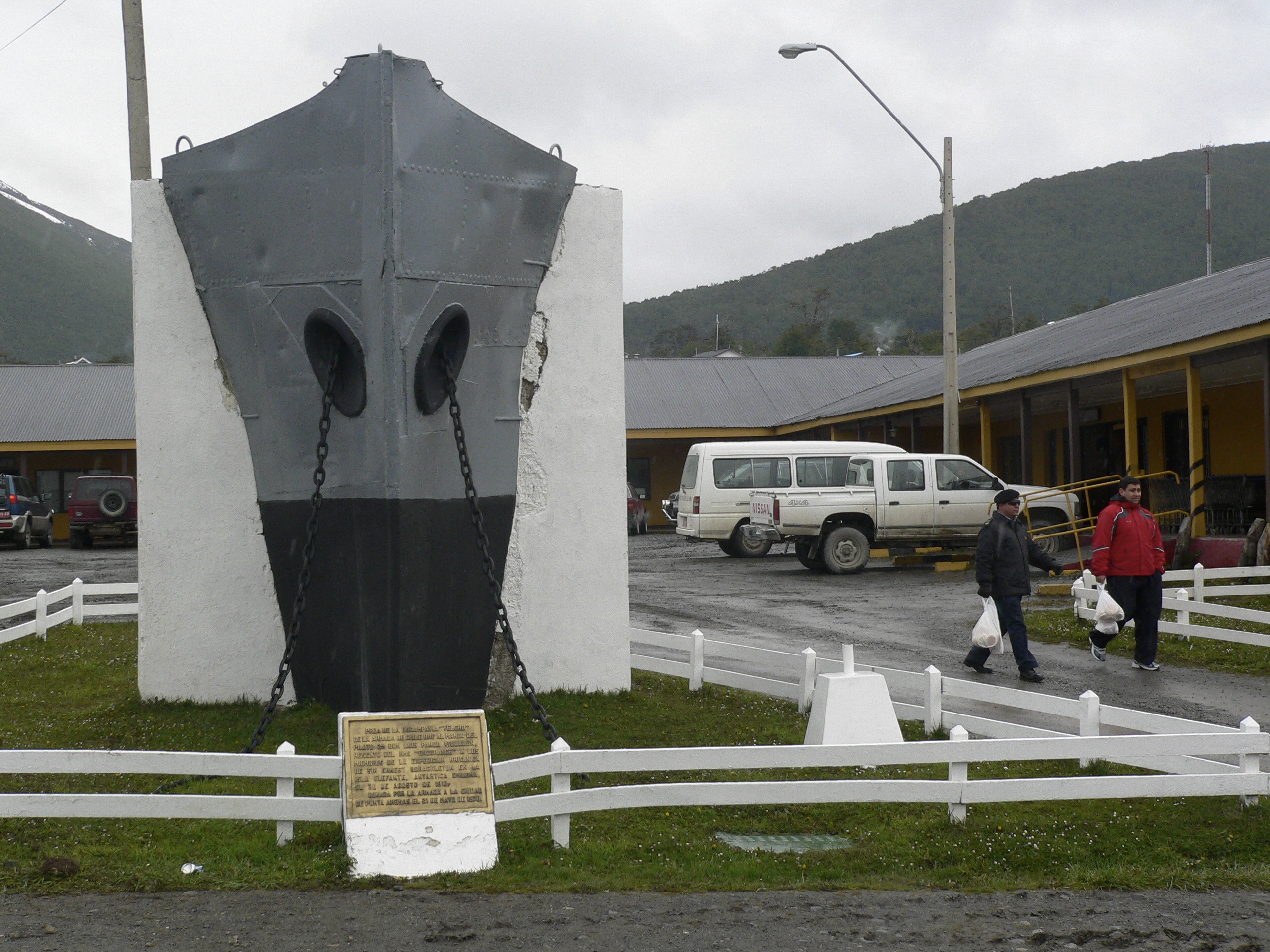
Нос «Ельчо» включён в мемориал, посвящённый спасательной операции 1916 года. Пуэрто-Уильямс

«Е́льчо» (исп. Yelcho) — корабль чилийского военно-морского флота, прославившийся после удачной операции по спасению участников трансантарктической экспедиции Эрнеста Шеклтона в 1916 году. Капитаном «Ельчо» в этом походе был Луис Пардо.
Паровой буксир «Ельчо» длиной 36, 5 м был построен в 1906 году на верфи G. Brown & Company в Глазго для чилийской животноводческой компании Yelcho y Palena в Пуэрто-Монте и использовался как китобойное судно на юге страны. В 1908 году корабль был приобретён ВМФ Чили и оснащён 37-мм пушкой, использовался для доставки продовольствия и иногда участвовал в океанографических экспедициях.
30 августа 1916 года «Ельчо» под командованием капитана 2-го ранга Луиса Пардо в результате отчаянно смелого похода через пролив Дрейка спас 22 британца с бригантины «Эндьюранс», потерпевшей крушение 18 января 1915 года, и боровшихся за жизнь на острове Элефант. Корабль «Ельчо» и семь чилийцев в его экипаже обрели всемирную славу. «Ельчо» был списан с военно-морского флота Чили в 1945 году и до 1958 года являлся учебным кораблём в школе юнг. Нос «Ельчо» сохранился в монументе на одной из площадей города Пуэрто-Уильямс.